# Happy Ending (chanson)
Pour les articles homonymes, voir Happy Ending (homonymie).
Singles de Mika
Big Girl (You Are Beautiful) Lollipop
Pistes de Life in Cartoon Motion
Stuck in the Middle Ring Ring
Happy Ending est le cinquième single de Mika, extrait de l'album Life in Cartoon Motion. Le titre a été retravaillé avec de nouveaux arrangements et un peu remixé par le producteur Greg Wells. Le titre a dans un premier temps été disponible sur les plates-formes de téléchargement anglaises le 8 octobre 2007 avant d'être commercialisé physiquement le 15 octobre suivant. Le single s'est classé 7e pour sa première semaine dans les charts anglais.

## Version de l'album
Sur Life in Cartoon Motion, deux minutes après la fin de la chanson, on trouve une piste cachée, Over My Shoulder. Il s'agit d'une chanson triste à propos d'un homme abandonné dans le froid, ivre. On retrouve ce titre sur le single Grace Kelly.

## Le clip vidéo
Mika s'endort et se met à rêver : il vole. Dans une autre version, le piano joue tout seul son air.

## Liste des pistes
- CD single

1. Happy Ending [LA Edit] - 3 min 32
2. Grace Kelly [Acoustic] - 3 min 04
3. Happy Ending [Kleerup Mix] - 4 min 16

- 7" Vinyl

1. Happy Ending [LA Edit] - 3:32
2. Love Today [Acoustic] - 2:57

- Promo CD

1. Happy Ending [Quentin Harris Remix] - 8 min 32
2. Happy Ending [Quentin Harris Instrumental] - 8 min 14
3. Happy Ending [The Time of the Night Remix] - 5 min 40
4. Happy Ending [Kleerup Mix] - 4 min 16
5. Happy Ending [Trail Mix] - 4 min 20

## Classement des ventes
| Pays        | Meilleur position |
| ----------- | ----------------- |
| Estonie     | 1                 |
| Lituanie    | 2                 |
| Luxembourg  | 4                 |
| Royaume-Uni | 7                 |
| Australie   | 7                 |
| Italie      | 12                |
| Pologne     | 23                |
| Europe      | 25                |
| Irlande     | 29                |

## Usage dans les médias
Le 31 décembre 2007, ce morceau est le dernier clip diffusé sur la chaîne Europe 2 TV avant qu'elle ne laisse sa place à Virgin 17.